# Raicilla

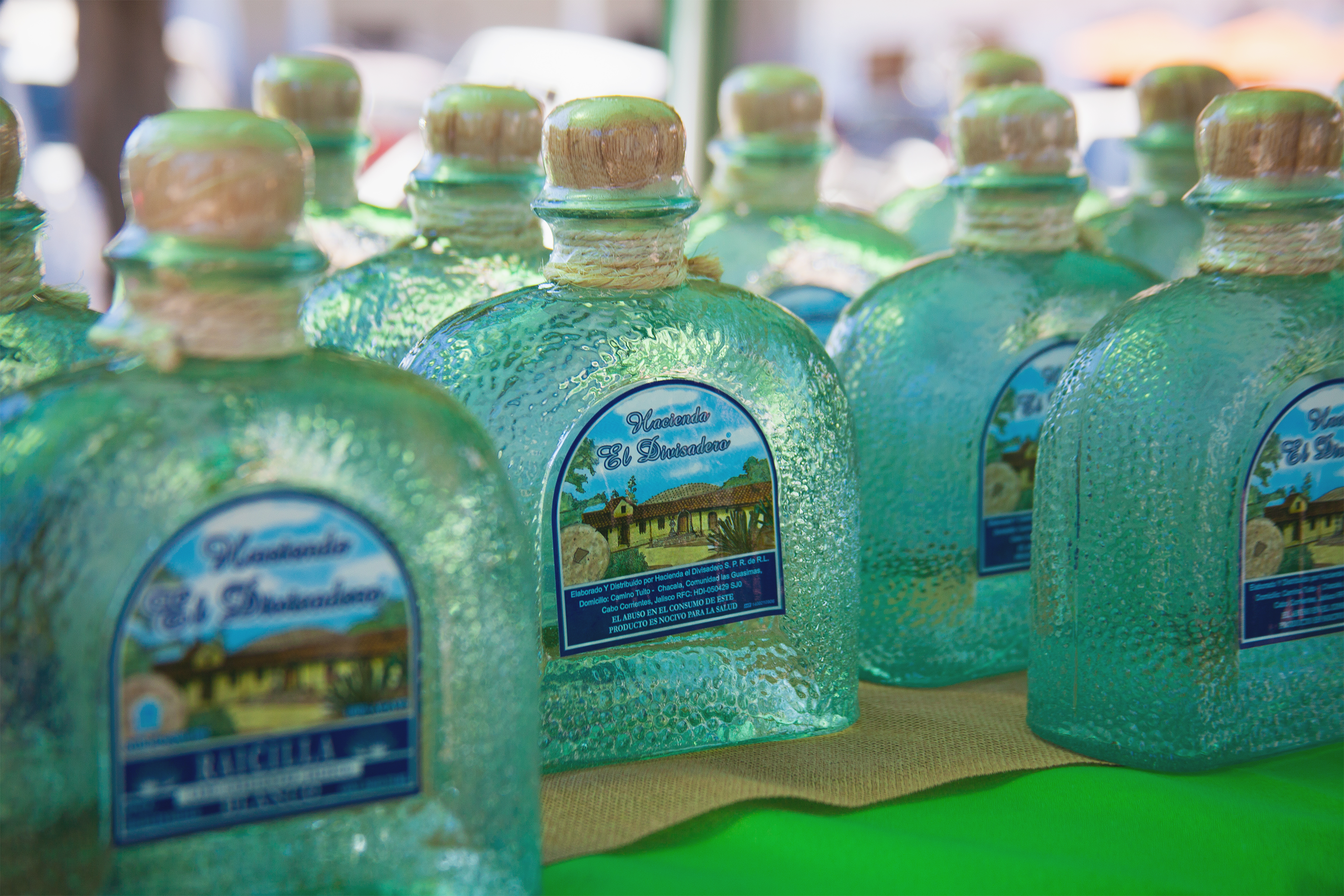
Bouteilles de raicilla en vente au Festival de la Raicilla 2013, à San Sebastián del Oeste.

La raicilla est une boisson spiritueuse originaire de l'État mexicain de Jalisco,. Elle est très similaire à la tequila et au mezcal, et est également tirée de l'agave, notamment de la plante d'Agave lechuguilla.
Traditionnellement vendue et produite comme un alcool de contrebande, la raicilla jouit de la protection d'une appellation d'origine contrôlée (denominación de origen) depuis le 28 juin 2019, date de son inscription à l'IMPI (Instituto Mexicano de la Propiedad Industrial).
Le directeur général, Juan Lozano, a fait une remise symbolique de cette déclaration au gouverneur de l'État de Jalisco, Enrique Alfaro Ramírez, et au Conseil mexicain de promotion de la raicilla, qui a demandé l'appellation d'origine de cette boisson d'agave caractéristique de 16 municipalités de Jalisco et 1 de l'état du Nayarit.
Il s'agit de la première appellation d'origine de cette administration et, avec elle, l'IMPI favorise le développement économique, y compris pour les producteurs nationaux, sur la base des traditions et des caractéristiques uniques des différentes régions du pays.
Plus de 80 producteurs de raicilla en bénéficieront directement, car cette protection leur permettra de reconnaître la qualité, la tradition et l'originalité de cette boisson, ce qui facilitera leur accès aux marchés du Mexique et du monde, ainsi que de percevoir une compensation adéquate, dont bénéficieront leurs communautés et leurs familles.
En 2014, la production s'élevait à 50 millions de litres, occupant près 70 producteurs traditionnels. En volume, ce sont les municipalités de Mascota et de Cabo Corrientes qui sont les plus grandes productrices,. Les distilleries produisant la raicilla sont appelées tavernes (« tabernas ») dans le langage populaire.

## Production
La raicilla est préparée dans les zones montagneuses à partir des variétés d'agave d'espèces Maximiliana, Inaequidens et Valenciana. Dans les zones côtières, la boisson provient plutôt des espèces Angustifolia et Rhodacantha.